# 惠施網
惠施網（英語：Wise Giving）由香港社會服務聯會（簡稱社聯）於2007年成立，目的是推動及提高慈善機構的問責性和透明度，對象除社聯會員機構外，亦包括香港所有獲稅務局免稅地位的慈善機構。參與的慈善機構必須在網頁內提供管治及財務等資訊，讓公眾參考。
有見慈善機構現時都善用官方網頁及社交媒體，讓公眾更適時獲得機構資訊，了解機構的工作及善款之運用，故此惠施網已於2020年1月1日起正式停止運作。
社聯將繼續透過《香港社會服務機構總覽》（https://ngo.hkcss.org.hk/ （页面存档备份，存于） ），羅列社聯機構會員的資料，讓社會各界認識社會服務機構的工作。

## 明施慎選
香港另一監察網站《明施慎選》，這網站從《惠施網》隨機抽出香港註冊的慈善機構，再按其籌款成本、項目支出、效益、職員薪酬及行政費用等，計算它們的營運及善款效益，以監察團體的營運狀況及透明度，供捐款人參考，已完成審核的慈善機構包括「婦女動力基金」、「龍耳」和「關懷愛滋」等。

## 外部連結
- 惠施．捐獻文化 （页面存档备份，存于）